# Брест (община Щип)
Вижте пояснителната страница за други значения на Брест.
Брест (изписване до 1945 година: Брѣстъ; на македонска литературна норма: Брест) е село в община Щип, Северна Македония.

## География
Брест е селце, разположено на юг от град Щип.

## История
В XIX век Брест е едно от немногото изцяло български села в Щипска кааза на Османската империя. Според статистиката на Васил Кънчов („Македония. Етнография и статистика“) от 1900 г. Брестъ има 230 жители, всички българи християни.
Цялото население на селото е под върховенството на Българската екзархия. В статистиката на секретаря на екзархията Димитър Мишев от 1905 година (La Macédoine et sa Population Chrétienne) селото е посочено със сгрешено име Брег и има 184 българи екзархисти.
Църквата „Свети Атанасий“ е изградена, изписана и осветена в 1907 година.
При избухването на Балканската война в 1912 година един човек от Брест е доброволец в Македоно-одринското опълчение.
След Междусъюзническата война в 1913 селото остава в Сърбия. През февруари 1915 Данаил Щуканов умира в резултат на побой, нанесен му от сръбските окупатори.
Според Димитър Гаджанов в 1916 година в Брест живеят 13 турци и 199 българи.
В 1923 година веднага след клането в съседното село Гарван е направен и опит за назидателно избиване на българските селяни в Брест, който обаче е осуетен от хърватски подполковник, застанал в редицата между изведените за разстрел 19 селяни.
Манастирът „Свети Пантелеймон“ е възобновен в 1994 година и е осветен на 15 май същата година от митрополит Стефан Брегалнишки.
Според преброяването от 2002 година селото има 32 жители, всички македонци.

## Личности
Родени в Брест
- Стоян Георгиев, македоно-одрински опълченец, в Огнестрелен парк на МОО[10]